# Rings on Her Fingers
Rings on Her Fingers (bra: Ela Queria Riquezas; prt: Dedos Sem Anéis) é um filme estadunidense de 1942, do gênero comédia romântica criminal, dirigido por Rouben Mamoulian, e estrelado por Henry Fonda e Gene Tierney. O roteiro de Ken Englund e Emeric Pressburger foi baseado em uma história de Robert Pirosh e Joseph Schrank.
A trama retrata a história de uma mulher que atrapalha o esquema de casamento por dinheiro de dois vigaristas ao se apaixonar por um contador.

## Sinopse
Susan Miller (Gene Tierney), uma vendedora de cintas em uma grande loja de departamentos, sonha com uma vida entre os ricos. Uma senhora idosa, alegando ser a Sra. Maybelle Worthington (Spring Byington), aparece para comprar roupas íntimas, mas é, na verdade, uma golpista profissional. Seu parceiro, Warren (Laird Cregar), relata que a "filha" deles fugiu para se casar. Ao notarem a semelhança de Susan com a "filha", a convidam para se passar por ela em uma festa, parte de um plano para arranjar um casamento por dinheiro. Susan, sem saber que os homens são alvos de enganos, aceita a proposta ao ver uma oportunidade de viver entre a elite, iniciando uma jornada que a leva a se tornar "Linda Worthington". No entanto, ao conhecer e se apaixonar pelo contador John Wheeler (Henry Fonda) na Califórnia, sua conexão com ele ameaça os planos dos vigaristas.

## Elenco
- Henry Fonda como John Wheeler
- Gene Tierney como Susan Miller / Linda Worthington
- Laird Cregar como Warren
- Spring Byington como Sra. Maybelle Worthington
- John Shepperd como Tod Fenwick
- Frank Orth como Kellogg
- Henry Stephenson como Coronel Prentiss
- Marjorie Gateson como Sra. Fenwick
- George Lessey como Fenwick, Sr.
- Iris Adrian como Peggy
- Harry Hayden como Condutor
- Clara Blandick como Sra. Beasley
- Charles C. Wilson como Capitão Hurley
- Gwendolyn Logan como Srta. Calahan

## Produção
Algumas cenas do filme foram gravadas na Ilha de Santa Catalina, na Califórnia.
O título de produção do filme foi "Double or Nothing". Irving Cummings foi originalmente escalado para dirigir o filme, e o elenco contava com Sara Allgood, Catherine Doucet, Donald MacBride e Lynne Roberts. Helen Broderick foi substituída por Spring Byington no papel de Maybelle Worthington depois que precisou voar para Nova Iorque para cuidar de sua mãe doente.
Em 17 de outubro de 1941, uma versão do roteiro foi considerada "inaceitável e inadequada" pelo MPA "pela indicação definitiva de caso sexual sem compensação de valores morais". O MPA levantou objeções a outras situações e diálogos sexualmente sugestivos, bem como a cenas que mostravam consumo excessivo de álcool, mas posteriormente aprovou um roteiro revisado.

## Recepção

### Bilheteria
De acordo com os registros da 20th Century-Fox, o filme arrecadou US$ 638.833 nacionalmente e US$ 286.467 no exterior, totalizando US$ 925.300 mundialmente. A produção fez o estúdio perder dinheiro, com um prejuízo de US$ 14.100.